# Bertus Ausum
Wilhelmus Bernardus „Bertus“ Ausum (* 22. Februar 1908 in Dordrecht; † 17. Oktober 1984 ebenda) war ein niederländischer Fußballschiedsrichter.

## Sportlicher Werdegang
Ausum gehörte nach seinem Erstliga-Debüt im Alter von 31 Jahren ab den 1940er Jahren zu den führenden Schiedsrichtern der Niederlande und leitete Spiele in den höchsten nationalen Wettbewerben wie der Eerste Klasse sowie nach deren Einführung in der Eredivisie und dem KNVB-Pokal. Im Wettbewerb um den KNVB-Pokal 1957/58 leitete er dabei als sein Abschiedsspiel das Endspiel im Olympiastadion Amsterdam, in dem sich Sparta Rotterdam in einem torreichen Spiel mit 4:3 gegen RKSV Volendam durchsetzte und erstmals in der Vereinsgeschichte den Pokal holte.
Ab 1951 leitete Ausum auch Länderspiele, dabei kam er im April des Jahres beim 3:3-Unentschieden zwischen Belgien und Luxemburg erstmals zum Einsatz. Später leitete er zudem Spiele im Rahmen der Qualifikation zur Weltmeisterschaftsendrunde 1954, eine Turnierteilnahme blieb ihm jedoch verwehrt.